# Jelizawieta Drabkina
Jelizawieta Jakowlewna Drabkina (ros. Елизавета Яковлевна Драбкина) (ur. 16 grudnia 1901 w Brukseli, zm. 7 lutego 1974 w Moskwie) – rosyjska pisarka, prozaiczka, autorka wspomnień, rewolucjonistka.
Uczestniczka rewolucji październikowej w Piotrogrodzie, rewolucji listopadowej w Niemczech i jako sanitariuszka podczas szturmu przeciwko rebelii w Kronsztadzie w 1921.

## Życiorys
Urodziła się w Brukseli w rodzinie żydowskich rewolucjonistów: Jakowa Drabkina i jego żony Fieodosii z Kapielewiczów.
W 1917 wzięła udział w rewolucji październikowej w Piotrogrodzie. Wstąpiła do Armii Czerwonej, gdzie była strzelcem maszynowym. Brała udział w wojnie domowej – w lipcu 1918 poszła na front, brała udział w walkach z korpusem czechosłowackim. W listopadzie tego samego roku zachorowała na tyfus i wróciła do Moskwy. Po powrocie do zdrowia pracowała jako sekretarz Jakowa Swierdłowa do jego śmierci (marzec 1919), a następnie w aparacie Komitetu Centralnego partii. Następnie ponownie brała udział w wojnie domowej – w bitwach na froncie południowym.
Była sanitariuszką podczas szturmu przeciwko rebelii w Kronsztadzie.
W 1926 wstąpiła do opozycji trockistowskiej, w następnym roku ukończyła Instytut Czerwonej Profesury, a w 1928 została usunięta z RCP(b). W 1929 roku opuściła opozycję i w 1930 została przywrócona do partii.
W 1936 ponownie wyrzucono ją z partii i aresztowano. Została skazana za udział w organizacji trockistowskiej, najpierw na 5 lat więzienia, a po ponownym rozpatrzeniu sprawy na piętnaście lat obozów pracy przymusowej i pięć lat pozbawienia praw wyborczych. Karę odbyła w gułagu w Norylsku. Została zwolniona w 1946, ale w 1949 ponownie aresztowana i zesłana na wygnanie.
Pisała prace naukowe na temat problemów narodowościowych w Rosji. Debiutowała w latach 30. powieścią Ojczyzna (ros. Отечество, 1934). Następnie była represjonowana za udział w organizacji trockistowskiej. Na arenę literacką powróciła w końcu lat 50., pisząc powieści obyczajowe o życiu robotników w krajach kapitalistycznych m.in. Czarno na białym (ros. Чёрным по белому, 1959). Zajęła się prozą wspomnieniową o wydarzeniach rewolucyjnych w Rosji, wydają powieść autobiograficzną Czarne suchary (ros. Чёрные сухари, 1957–1960), Opowieść o nienapisanej książce (ros. Повесть о ненаписанной книге, 1961) oraz Na przełomie zimy (ros. Зимний перевал, 1968).
Jest autorką powieści biograficznych: Na spotkanie burzom. Opowieść o J. Reedzie (1963), poświęconej znanemu pisarzowi i publicyście amerykańskiemu oraz A. I Uljanowa-Jelizarova – o siostrze Lenina. Napisała powieść dokumentalną dla dzieci Alosza Kallenow. Pisała także opowiadania i artykuły publicystyczne oraz eseje. Te ostatnie zebrała w tomie Źródło kastalskie (1972).